# Lew z Tarczą

Herb Lew z Tarczą

Lew z Tarczą (Lew III) – kaszubski herb szlachecki.

## Opis herbu
Opis z wykorzystaniem zasad blazonowania, zaproponowanych przez Alfreda Znamierowskiego:
W polu błękitnym lew wspięty, złoty, stojący na skałach, z tarczą gotycką srebrną w lewej i trzema liliami srebrnymi w wachlarz w prawej łapie. Klejnot: nad hełmem w koronie pół lwa jak w godle. Labry błękitne, podbite złotem.

## Najwcześniejsze wzmianki
Herb znany ze zbiorów Uwe Kiedrowskiego jako jeden z herbów Kiedrowskich oraz z innych materiałów rodzinnych Kiedrowskich.

## Herbowni
Przemysław Pragert przypuszcza, że mógł to być jeden z herbów używanych pierwotnie przez Kiedrowskich. 